# Quiers-sur-Bézonde
Quiers-sur-Bézonde és un municipi francès, situat al departament del Loiret i a la regió de Centre – Vall del Loira. L'any 2007 tenia 1.144 habitants.

## Demografia

### Població
El 2007 la població de fet de Quiers-sur-Bézonde era de 1.144 persones. Hi havia 472 famílies, de les quals 108 eren unipersonals (44 homes vivint sols i 64 dones vivint soles), 168 parelles sense fills, 160 parelles amb fills i 36 famílies monoparentals amb fills.
La població ha evolucionat segons el següent gràfic:
Habitants censats

### Habitatges
El 2007 hi havia 568 habitatges, 473 eren l'habitatge principal de la família, 51 eren segones residències i 44 estaven desocupats. 535 eren cases i 33 eren apartaments. Dels 473 habitatges principals, 382 estaven ocupats pels seus propietaris, 89 estaven llogats i ocupats pels llogaters i 2 estaven cedits a títol gratuït; 3 tenien una cambra, 18 en tenien dues, 85 en tenien tres, 152 en tenien quatre i 215 en tenien cinc o més. 411 habitatges disposaven pel capbaix d'una plaça de pàrquing. A 217 habitatges hi havia un automòbil i a 217 n'hi havia dos o més.

### Piràmide de població
La piràmide de població per edats i sexe el 2009 era:
| Homes | Edats   | Dones |
| ----- | ------- | ----- |
| 4     | 95 o +  | 0     |
| 0     | 90 a 94 | 4     |
| 12    | 85 a 89 | 12    |
| 12    | 80 a 84 | 4     |
| 20    | 75 a 79 | 12    |
| 28    | 70 a 74 | 32    |
| 28    | 65 a 69 | 28    |
| 36    | 60 a 64 | 56    |
| 28    | 55 a 59 | 24    |
| 20    | 50 a 54 | 48    |
| 32    | 45 a 49 | 40    |
| 28    | 40 a 44 | 28    |
| 24    | 35 a 39 | 28    |
| 40    | 30 a 34 | 20    |
| 24    | 25 a 29 | 20    |
| 12    | 20 a 24 | 20    |
| 44    | 15 a 19 | 20    |
| 60    | 10 a 14 | 8     |
| 28    | 5 a 9   | 32    |
| 32    | 0 a 4   | 12    |

## Economia
El 2007 la població en edat de treballar era de 684 persones, 509 eren actives i 175 eren inactives. De les 509 persones actives 472 estaven ocupades (251 homes i 221 dones) i 37 estaven aturades (17 homes i 20 dones). De les 175 persones inactives 79 estaven jubilades, 51 estaven estudiant i 45 estaven classificades com a «altres inactius».

### Ingressos
El 2009 a Quiers-sur-Bézonde hi havia 499 unitats fiscals que integraven 1.213 persones, la mediana anual d'ingressos fiscals per persona era de 17.625 €.

### Activitats econòmiques
Dels 42 establiments que hi havia el 2007, 1 era d'una empresa alimentària, 4 d'empreses de fabricació d'altres productes industrials, 8 d'empreses de construcció, 8 d'empreses de comerç i reparació d'automòbils, 1 d'una empresa de transport, 2 d'empreses d'hostatgeria i restauració, 1 d'una empresa d'informació i comunicació, 2 d'empreses immobiliàries, 12 d'empreses de serveis, 1 d'una entitat de l'administració pública i 2 d'empreses classificades com a «altres activitats de serveis».
Dels 11 establiments de servei als particulars que hi havia el 2009, 1 era un taller de reparació d'automòbils i de material agrícola, 1 establiment de lloguer de cotxes, 2 guixaires pintors, 1 fusteria, 2 lampisteries, 1 electricista, 2 veterinaris i 1 restaurant.
Dels 2 establiments comercials que hi havia el 2009, 1 era una fleca i 1 una joieria.
L'any 2000 a Quiers-sur-Bézonde hi havia 18 explotacions agrícoles que ocupaven un total de 715 hectàrees.

## Equipaments sanitaris i escolars
El 2009 hi havia una escola elemental integrada dins d'un grup escolar amb les comunes properes formant una escola dispersa.

## Poblacions més properes
El següent diagrama mostra les poblacions més properes.